# On the Internet, nobody knows you're a dog

Bức tranh của Peter Steiner

"On the Internet, nobody knows you're a dog" (tạm dịch: Trên Internet, không ai biết bạn là một con chó) là một câu cách ngôn xuất phát từ lời đề tựa một bức tranh biếm họa của họa sĩ Peter Steiner đăng trên tờ The New Yorker ngày 5 tháng 7 năm 1993. Bức tranh vẽ hai con chó: một con ngồi trước máy tính và nói lời đề tựa cho con chó thứ hai ngồi dưới sàn. Tính đến năm 2013, đây là bức tranh biếm họa được tái bản nhiều nhất của The New Yorker và tác giả Steiner thu được khoảng từ 200.000 đến 250.000 đô la Mỹ từ việc tái bản bức tranh này. Vào ngày 6 tháng 10 năm 2023, bản gốc đã được bán đấu giá và lập kỷ lục về mức giá cao nhất từng được trả cho một truyện tranh với giá 175.000 USD tại buổi bán tác phẩm nghệ thuật minh họa của Heritage Auctions.

## Lịch sử
Peter Steiner là một họa sĩ vẽ truyện tranh và người đóng góp cho The New Yorker từ năm 1979. Ông nói rằng bức tranh biếm họa này ban đầu không được chú ý lắm, nhưng về sau nó trở nên nổi tiếng, và ông có cảm giác giống như người đã tạo nên các biểu tượng mặt cười (smiley face). Thực ra, Steiner không có hứng thú với Internet khi ông vẽ bức tranh và mặc dù ông có một tài khoản trực tuyến, ông nhớ lại rằng mình không có ý gì "uyên thâm" trong bức tranh, ông chỉ vẽ nó trong một kiểu "tạo một lời đề tựa" cho tranh vẽ.

Đáp lại sự nổi tiếng của bức ảnh, ông cho rằng 
| “ | "Tôi không rõ lắm vì sao nó được biết đến và thừa nhận một cách rộng rãi đến thế" | ” |

## Bối cảnh
Bức tranh biến họa này đánh dấu một thời kỳ quan trọng trong lịch sử của Internet. Đã có một thời, chỉ có những người làm trong chính phủ mới được sử dụng Internet nhưng giờ đây Internet đã trở thành chủ đề để thảo luận trên  các tạp chí phổ biến như The New Yorker. Nhà sáng lập ra chương trình máy tính phần mềm Lotus và nhà hoạt động Internet thời kỳ đầu Mitch Kapor đã từng bình luận trong một bài báo của tạp chí Time vào năm 1993, "dấu hiệu thật sự nói lên sự phổ biến rộng rãi của Internet đã đạt tới đỉnh cao nhất vào mùa hè này khi báo The New Yorker in một bức tranh biếm họa miêu tả hai chú chó am hiểu máy tính".
Bức tranh biểu tượng hóa cho một sự hiểu biết về sự riêng tư trên Internet. Điều đó nhấn mạnh quyền của người dùng Internet để gửi và nhận tin nhắn trong một tình trạng hầu như là ẩn danh. Lawrence Lessig đề ra giả thuyết là sẽ "không ai biết" (no one knows) bởi vì bộ giao thức TCP/IP không đòi hỏi người dùng nó phải nêu ra danh tính của họ. Tuy nhiên một số địa điểm kết nối Internet như ở trong trường đại học thì có yêu cầu danh tính; nhưng mà những thông tin này được bộ phận quản lý các điểm kết nối lưu trữ, do đó không là một phần của sự giao tiếp trên Internet.
Bức biếm họa cũng cho thấy cách thức giao tiếp Internet được giải phóng khỏi các ràng buộc quen thuộc. Nhà xã hội học Sherry Turkle nghiên cứu: "Bạn có thể là bất cứ ai mà bạn muốn. Bạn hoàn toàn có thể thay đổi danh tính của chính mình nếu bạn muốn. Bạn không phải lo lắng nhiều về các vị trí mà người khác đưa bạn vào. Họ không nhìn vào cơ thể bạn và đánh giá. Họ không nghe thấy giọng của bạn và đánh giá. Tất cả những gì họ thấy là những từ ngữ của bạn."
Một nghiên cứu bởi Morahan-Martin và Schumacher (2000) về sự nghiện sử dụng Internet có tính nguy hại đề cập hiện tượng này, đưa ra giả thuyết rằng khả năng biểu lộ chính mình đằng sau màn hình máy tính có thể là một phần của sự thôi thúc phải kết nối với Internet. Câu cách ngôn trên (On the Internet, nobody knows you're a dog) được ông John Gilmore, một nhân vật chủ chốt trong lịch sử Usenet, phân tích nghĩa như sau "không gian ảo sẽ trở nên tự do bởi vì giới tính, chủng tộc, ngoại hình, và ngay cả 'tính chó' đều có khả năng không hề tồn tại, hay giả vờ đủ kiểu, hay phóng đại với những đảm bảo không được kiểm chứng vì nhiều mục đích khác nhau cả hợp pháp và không hợp pháp". Câu thành ngữ còn nêu ra một khả năng mọi thứ trên mạng đều có thể đảo trang và đóng vai của một cá nhân ảo để trở thành một giới tính, tuổi, chủng tộc khác... Ở một góc nhìn khác, "đó là sự tự do mà con chó có thể lựa chọn để làm lợi cho nó qua sự trở thành một phần của một nhóm có nhiều đặc quyền; có nghĩa là con chó có được những đặc quyền như những con người sử dụng máy tính có kết nối Internet.
Theo Bob Mankoff, sau này là nhà biên tập tranh biếm họa cho tờ The New Yorker, "Bức tranh biếm họa phản ánh sâu sắc sự cảnh giác của chúng tôi về những bộ mặt trưng ra đều có thể được làm giả bởi bất cứ ai chỉ có kiến thức thô sơ về html."

## Ảnh hưởng

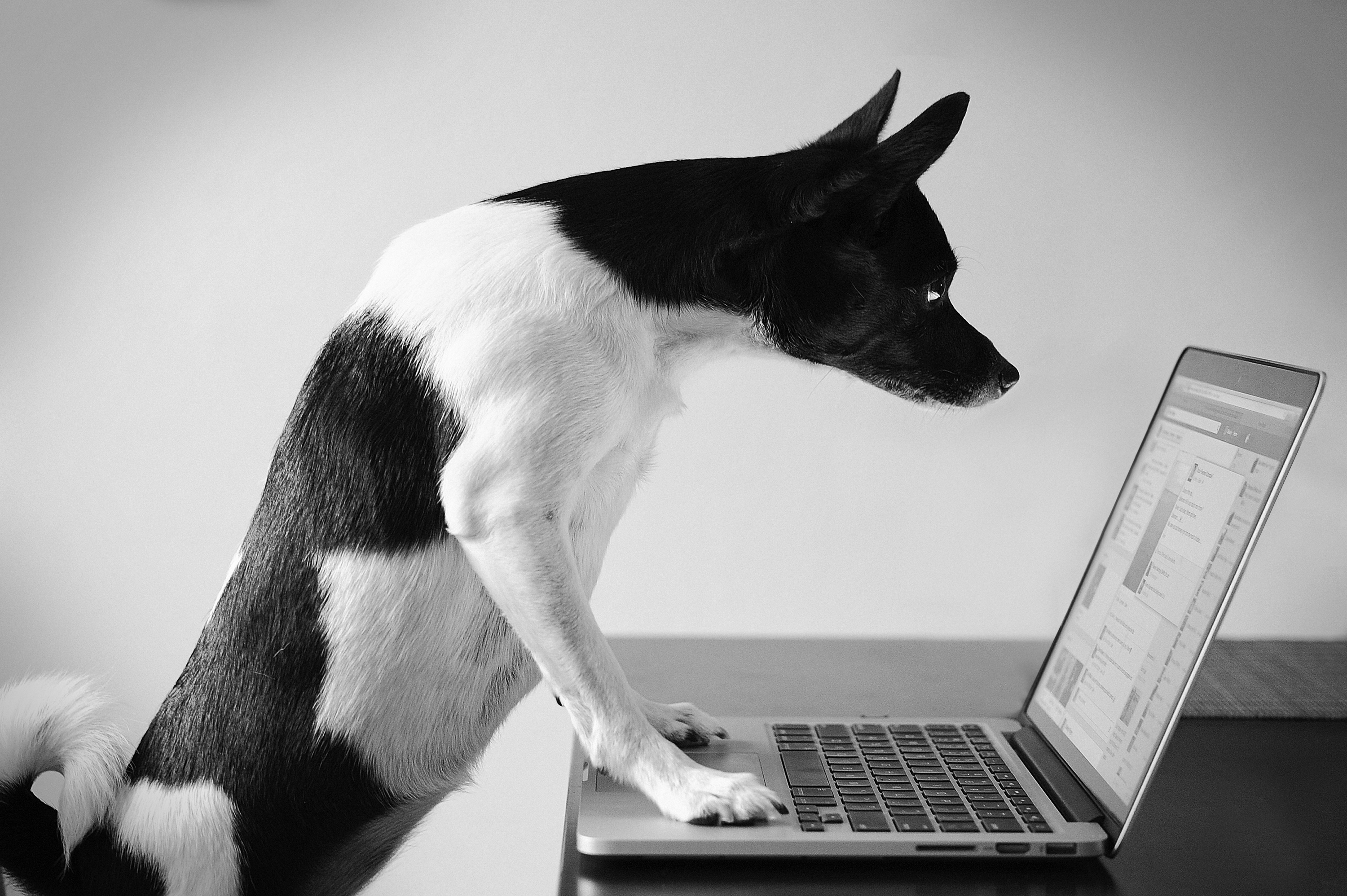
Ảnh chụp năm 2014 của Không quân Hoa Kỳ về một con chó đang ngồi trước máy tính

- Bức tranh đã tạo cảm hứng cho vở kịch Nobody Knows I'm a Dog (không ai biết tôi là một con chó) bởi Alan David Perkins. Vở kịch xoay quanh 6 cá nhân không thể giao tiếp hiệu quả với người khác trong đời thực nhưng tìm thấy được khả năng để thể hiện bản thân trên Internet, do được bảo vệ bởi sự vô danh.[1]
- Gói phần mềm Internet  Cyberdog của Apple được đặt tên theo bức biếm họa.[17][1]
- Quyển sách Authentication: From Passwords to Public Keys (Tạm dịch: Xác thực: Từ mật khẩu đến chìa khóa công khai)[18] của Richard E. Smith hiển thị bức biếm họa của Steiner ở bìa trước, với chú chó của bức tranh được sao chép ở bìa sau.
- Một bức tranh biếm họa của Kaamran Hafeez phát hành trên tờ The New Yorker vào ngày 23 tháng 2 năm 2015, có hai con chó tương tự đang theo dõi chủ nhân của chúng đang ngồi trước máy tính, một con hỏi con còn lại: "Hãy nhớ, trên Internet, không ai biết bạn là ai?"[19]
- Nó đã trở thành một trò đùa thường xuyên được sử dụng trong các cuộc thảo luận về Internet[20] và trở thành một biểu tượng meme Internet trên văn hóa Internet.[21]
- Bức tranh biếm họa được nhắc đến bởi nhân vật Nick Weinstein trong tiểu thuyết khoa học viễn tưởng Redshumps của John Scalzi.